# Landes i Labrit
Les Landes i Labrit (en occità: Lanas e Labrit)
són una sub-regió d'Occitània, a la Gascunya. Correspon a la regió històrica de les Landes de Gascunya, a la conca d'Aquitània, des de l'estuari de la Gironda (al nord) fins al riu Ador (al sud), i s'estén cap a l'interior per les terres del Labrit. La ciutat més important és Lo Mont de Marsan.
Segons la proposta de divisió territorial d'Occitània del diari Jornalet, basada en l'obra de Frederic Zégierman Le Guide des pays de France, Landes i Labrit seria una sub-regió ubicada dins la regió de la Gascunya, que contindria 16 parçans (comarques occitanes):
- Baix Ador
- Bòrn
- Bug
- Condomès (també conegut com Tenarèsa)
- Gòssa
- Landa Gran
- Landes Petites i Gabardà
- Maremna
- Marensí
- Neraquès
- País de Marsan
- País d'Òrta
- Senhans
- Chalossa
- Tursan
- Vasadès

Administrativament les comunes de les Landes i Labrit s'estenen per quatre departaments francesos: tres a la regió administrativa de Nova Aquitània (Gironda, Landes i Òlt i Garona) i un a la regió d'Occitània (Gers).